# Kalampaki
Kalampaki (græsk: Καλαμπάκι, tidligere Καλαμπάκιον) er en landsby og en tidligere kommune i den regionale enhed Drama i Østmakedonien og Thrakien, Grækenland. Siden kommunalreformen i 2011 er den en del af kommunen Doxato, hvor den er sæde og en kommunal enhed. Den kommunale enhed har et areal på 81 km2. Det er 12 km syd for Drama. Kalambakis kommunale enhed består af landsbyerne Kalampaki, Ftelia, Agia Paraskevi, Kalamonas og Nerofraktis. Det meste af befolkningen er beskæftiget i landbrugssektoren, hvor tobak, majs og bomuld er hovedprodukterne.
Befolkningen i Kalambaki består hovedsageligt af efterkommere af fire befolkningsgrupper, Pontus-grækere, grækere fra det østlige Thrakien (Europæisk Tyrkiet), grækere fra Lilleasien (hovedsageligt fra Kappadokien, hvis forfædre talte tyrkisk, men havde græsk-ortodoks religion) og grækere, hvis forfædre havde levet i Kalambaki allerede før Lausanne-traktaten blev ratificeret i 1923.
I nærheden af Kalambaki er der opdaget romerske milepæle, der indikerer, at den gamle Via Egnatia passerede meget tæt på.
Hvert år den 18. januar, Sankt Athanasius' festdag, afholdes en religiøs festival ved navn "Kourbani" i Kalambaki. Det er muligvis den kristne ækvivalent til den muslimske Eid al-Adha. I løbet af denne dag produceres en ret bestående af kalvekød i en type hvede kendt som bulgur og deles blandt deltagerne i festivalen.